# Międzynarodowy Dzień Modlitwy o Pokój
Międzynarodowy Dzień Modlitwy o Pokój – święto zapoczątkowane przez Światową Radę Kościołów w ramach dekady Kościołów „Przezwyciężania przemocy” obchodzone corocznie 21 września.
Zamysł wyznaczenia corocznego święta powstał w 2004 roku podczas spotkania sekretarza generalnego światowej Rady Kościołów ks. dr Samuela Kobii i sekretarza generalnego ONZ Kofi Annana.
Obchodzone jest w Kościołach w tym samym terminie, co Międzynarodowy Dzień Pokoju uchwalony przez Zgromadzenie Ogólne ONZ.
Do obchodów Dnia włączyła się Polska Rada Ekumeniczna, zachęcając tym samym oddziały regionalne i wszystkie Kościoły w Polsce do zorganizowania nabożeństw i wspólnej modlitwy o pokój.
Dyrektor biura PRE ks. Ireneusz Lukas z Kościoła Ewangelicko-Augsburskiego tak powiedział:

Międzynarodowy Dzień Modlitwy o Pokój jest okazją do przeżywania ekumenicznej wspólnoty we wszystkich miejscach oraz przypomina o potrzebie pielęgnowania pokoju w ludzkich sercach, domach, wspólnotach i społeczeństwie.

## Dzień modlitwy o pokój
27 października 1986 roku Jan Paweł II zorganizował Światowy Dzień Modlitwy o Pokój w Asyżu. Hasłem przewodnim spotkania było „Być razem, aby się modlić”. Było to międzyreligijne spotkanie modlitewne w intencji pokoju na świecie.
Z podobną inicjatywą w polskim Kościele wystąpił kard. Stanisław Dziwisz w 2009 roku organizując w Krakowie i Oświęcimiu spotkania, wspólną modlitwę międzywyznaniową, która odbyła się w dniach 6–8 września.
Stanisław Dziwisz powiedział wówczas:

Pragniemy, aby ta uroczystość stała się momentem do zadumy i refleksji nad wydarzeniami II wojny światowej (w 70 lat od jej wybuchu) i odzyskania wolności krajów Europy Środkowo-Wschodniej w 1989 roku. Chcemy tym samym zaznaczyć miejsce Polski w tych ważnych dla historii momentach.

9 października 2011 w stolicy Dolnego Śląska, w Hali Stulecia, świętowano 25-lecie Światowego Dnia Modlitwy o Pokój, pod nazwą „Asyż we Wrocławiu”. Jego organizatorem była franciszkańska Fundacja Pax et Bonum z Wrocławia. Centralnym punktem tego wydarzenia było spotkanie międzyreligijne, w którym wzięli udział przedstawiciele Kościoła katolickiego, greckokatolickiego, ewangelicko-augsburskiego i religii muzułmańskiej, reprezentanci miasta Wrocławia i województwa dolnośląskiego. Wzięli w nim również udział ministrowie prowincjalni (lub ich delegaci) z wszystkich prowincji franciszkańskich w Polsce, dzięki czemu wydarzenie miało charakter ogólnopolski.